# Tiny Dancer
Singles de Elton John
Levon
(1971) Rocket Man
(1972)
Tiny Dancer est une chanson de 1971 composée et interprétée par Elton John et écrite par Bernie Taupin. Elle apparaît sur le quatrième album d'Elton John, Madman Across the Water (1971), et a été publiée comme single en 1972.
La chanson est classée 387e sur la liste des « 500 plus grandes chansons de tous les temps » du magazine Rolling Stone en 2004, puis 47e dans la nouvelle liste publiée en 2021.
La chanson est dédiée à Maxine Feibelman, la première épouse de Bernie Taupin.
Tiny Dancer a été reprise par les Red Hot Chili Peppers, Lani Hall, Ben Folds (album Ben Folds Live) ou encore Tim McGraw (album Tim McGraw and the Dancehall Doctors).
La chanson est utilisée notamment dans le film Presque célèbre (2000).